# Nicolae Maniu
Nicolae Maniu (n. 11 aprilie 1944, Turda, județul Turda (interbelic)) este un pictor român contemporan, stabilit la Paris.

## Biografie
Nicolae Maniu s-a născut la Turda, județul Turda (interbelic), iar actualmente în judetul Cluj. Tatal lui a fost proprietarul celei mai importante librării din Transilvania numită "Librăria Noastră" cu sediul în actuala clădire a "Librăriei Universității" din Cluj Napoca.  A absolvit Liceul de Artă Plastică din Cluj (1963) și Institutul de Artă Plastică din Cluj, secția sculptură (1969).
În 1983 s-a stabilit la Köln, în Germania, iar în 1993, la Paris, în Franța. În prezent, locuieste in Cluj Napoca. 

## Muzee și colecții publice
- Muzeul de Național de Artă din Cluj;
- Muzeul de Artă Contemporană din Galați;
- Muzeul Albrecht Dürer, Nürnberg, Germania;
- Musée international de l’art fantastique (în română: Muzeul de artă fantastică), Château de Gruyère, Elveția;
- Societatea Volkswagen, Wolfsburg, Germania;
- Societatea Mannheimer Versicherung AG, Mannheim, Germania;
- Banca Transilvania, Cluj-Napoca;
- Consorțiul Internațional de Arhitectură Alabama, Statele Unite ale Americii;
- Societatea Missoni, Milano, Italia;
- Societatea Frank Müller, Elveția.